# Kościół św. Katarzyny w Witoni
Kościół Świętej Katarzyny – rzymskokatolicki kościół parafialny należący do dekanatu Kutno – św. Michała Archanioła diecezji łowickiej.
Obecna świątynia, murowana została wybudowana z kamienia i cegły w latach 1545 - 1550 (data została wykuta na żelaznych drzwiach do zakrystii). Jest to kościół orientowany, składający się z jednej nawy, posiadający węższe prezbiterium, zakończone węższą i niższą apsydą. W elewację jest wtopiona czworokątna wieża. Przy prezbiterium jest umieszczona prostokątna zakrystia, nad nią znajduje się empora, otwierająca się półkoliście do prezbiterium. chór muzyczny jest podparty dwiema kolumnami. We wnętrzu świątyni jest umieszczone kamienne sakramentarium o trzech kondygnacjach, reprezentujące styl renesansowy.